# Vardinoyiannia 2011
Vardinoyiannia 2011 – mityng lekkoatletyczny, który odbył się 13 lipca w Retimno na Krecie. Zawody znalazły się w kalendarzu European Athletics Outdoor Premium Meetings  – cyklu najważniejszych mityngów organizowanych pod egidą Europejskiego Stowarzyszenia Lekkoatletycznego.
W biegu na 3000 metrów z przeszkodami Kobiet zwyciężyła Greczynka Iríni Kokkinaríou, jednak została ona później zdyskwalifikowana za doping i jej wynik został anulowany (9:40,20).

## Rezultaty

### Mężczyźni
| Konkurencja:               | 1. miejsce                | Rezultat | 2. miejsce          | Rezultat | 3. miejsce                    | Rezultat |
| Bieg na 100 m              | Rytis Sakalauskas         | 10,10w   | Aaron Rouge-Serret  | 10,20w   | Marc Burns                    | 10,27w   |
| Bieg na 200 m (U-23)       | Athanásios Hatzidimitríou | 21,31w   | Emmanouíl Paterákis | 21,40w   | Georgi Georgiew               | 21,48w   |
| Bieg na 1500 m             | Walentin Smirnow          | 3:41,16  | David Vuste         | 3:43,39  | Amine Khadiri                 | 3:44,24  |
| Bieg na 110 m przez płotki | Konstadínos Douvalídis    | 13,53    | Gianni Frankis      | 13,89    | Alex Al-Ameen                 | 14,11    |
| Skok wzwyż                 | Wiktor Ninow              | 2,23     | Samson Oni          | 2,23     | Raivydas Stanys               | 2,19     |
| Skok w dal                 | Loúis Tsátoumas           | 8,26     | Yeóryios Tsákonas   | 8,02w    | Mihaíl Mertzanídis-Despotéris | 7,68     |
| Rzut dyskiem               | Virgilijus Alekna         | 67,88    | Märt Israel         | 66,40    | Róbert Fazekas                | 63,60    |
| Rzut młotem                | Ołeksij Sokyrski          | 75,52    | Szymon Ziółkowski   | 74,26    | Anatolij Pozdniakow           | 73,34    |

### Kobiety
| Konkurencja:                  | 1. miejsce          | Rezultat | 2. miejsce        | Rezultat | 3. miejsce      | Rezultat |
| Bieg na 100 m                 | Kerron Stewart      | 11,10    | Joanna Atkins     | 11,30    | Galina Nikołowa | 11,95    |
| Bieg na 200 m (U-23)          | Joanna Atkins       | 22,68    | María Belibasáki  | 24,73    | Ioulía Polozók  | 25,38    |
| Bieg na 3000 m z przeszkodami | Justyna Korytkowska | 9:48,51  | Cristina Casandra | 9:48,84  | Diana Martín    | 9:49,69  |
| Bieg na 100 m przez płotki    | Loreal Smith        | 12,76w   | Gemma Bennett     | 13,08w   | Háris Kítsou    | 14,28    |
| Trójskok                      | Dana Velďáková      | 14,33    | Olesia Zabara     | 14,16    | Irina Gumeniuk  | 13,92w   |